# Wurster Nordseeküste
Wurster Nordseeküste è un comune tedesco della Bassa Sassonia, appartenente al circondario di Cuxhaven.

## Storia
Il comune di Wurster Nordseeküste venne creato il 1º gennaio 2015 dalla fusione del comune di Nordholz con i sette comuni della Samtgemeinde Land Wursten (Cappel, Dorum, Midlum, Misselwarden, Mulsum, Padingbüttel e Wremen).